# 花の新婚!カンピューター作戦
『花の新婚!カンピューター作戦』（はなのしんこん カンピューターさくせん）は、関西テレビほかで放送されていた、トークと推理ゲームを交えたバラエティ番組である。男性6人、女性5人の素人出演者から夫婦を正しく当てる趣旨の番組である。製作局の関西テレビでは1978年10月1日から1991年3月31日まで、毎週日曜 12:00 - 12:55 （日本標準時）に放送。

## 出演者

### 司会
- 上岡龍太郎

### 解答者
夫婦の組み合わせを推理し、新婚夫婦に賞金獲得のチャンスを与える解答者として毎週4人（組）が出演。
基本の着席順は、左から、1枠：横山ノック、2枠：ゲスト、3枠：桂文珍、4枠：藤本統紀子となっていた。
関西を拠点に活動するタレント・漫才師・落語家・文化人等が中心であったが、松岡きっこや兵藤ゆきなど、全国区で活動するタレント・俳優も数多く出演した。
- 横山ノック - 参院選出馬時には出演を自粛していた。
- 桂文珍 - 中期から末期にかけてはほぼ毎週出演。
- 藤本統紀子（藤本義一夫人） - 同上
- キダ・タロー
- 坂田利夫
- 西川のりお
- 岡本隆子（笑福亭仁鶴夫人）
- 桂朝丸（後の桂ざこば）
- 水谷ミミ（現・旭堂風鱗）
- 月亭八方
- 宮川大助
- 末広真季子
- 上沼恵美子
- 遙洋子
- カルーセル麻紀
- 今いくよ・くるよ※
- 若井小づえ・みどり※
- 二代目桂春蝶
- 岡八郎
- やしきたかじん
- 松岡きっこ
- 浜村淳
- 春やすこ
- 兵藤ゆき

他多数。※は二人一組で解答。

## 番組の流れ
オープニング ～ 妻・夫の登場 ～ 最初の推理
オープニングでの解答者紹介の後、新婚夫婦の妻が1人ずつ登場し、自己紹介や夫ののろけ話を披露する。上岡や解答者はそれぞれの夫についての特徴などの質問をする。
5人の妻の紹介が終わると、それぞれの妻が獲得賞金に影響する解答者を指名し、指名された解答者に出場者の番号と苗字が書かれた札が立ち上がる。番組前期は自由指名だったが、指名に偏りが見られる様になった事やマンネリ化打破・出場者の公平さを図るため、後期は電光サインを使ったルーレット式指名システムに変更された。
ルーレット式指名では、まず妻が指名したい解答者を宣言し、上岡の合図で解答者席の名札上部にある赤い電光サインが右から左に高速で走る様に点滅する。そして妻が席の前にある赤いストップボタンを押し、電光サインが止まった解答者を指名した事となる。電光サインは高速で点滅するが、狙いを定めれば指名したい解答者に止める事も可能である。
妻が夫に似ているタレントを挙げた後、妻の席の後ろにある緞帳が開いて夫が登場する。ただし出てくる夫は6人で、そのうち1名は相手となる妻がいない「偽者亭主」である。本物の夫の友人や妻の兄弟等が偽者亭主になることが多かった。
夫の登場後、上岡の「一発直感インスピレーション!カンピューター・スイッチオン!」の合図とゴングの音で解答者は第一印象や妻が言った夫に似ているタレント等を頼りにして夫婦の組み合わせを推理、解答席の表示板（数字・アルファベット表示は縦軸で横に動く反転フラップ式案内表示機を使用）を操作して解答を表示する。妻側は1 - 5と番号、夫側はA - Fとアルファベットで表わされ、妻側の番号は表示板の上部、夫側のアルファベットは表示板の下部に表示される。番組のタイトルに「カン（勘）ピューター」と名がつく由来である。制限時間は30秒（後期は20秒）で、制限時間になるとブザーが鳴る。
最終決定 ～ 答え合わせ
第一印象からの推理後、上岡や解答者が夫から見た妻の特徴などの質問をする。解答に抵触する質問は却下される。
質問終了後、解答者は夫婦の組み合わせを再度推理し、最終決定を行う。上岡が夫の特徴・似ているタレントの写真とともに妻を順番に1人ずつ紹介していく。ここで解答を変更したい場合、上岡の「○○（夫に似ているタレントの名前）、スイッチオン!」の合図とジングル音とともに、その都度表示板を操作して訂正する。表示板の左右にはランプが点灯しているが、解答を変更した時点でランプが消え、第一印象から組み合わせを変えた事が分かるようになっている。
5組分の訂正作業が終わると答え合わせとなる。妻は1人ずつ夫を愛称で呼び出し、呼ばれた夫は妻に対し「頬に甘い口づけ」をしていく。
最後に残った妻の後ろには、本物と偽者亭主が立ち、その後で夫の愛称を呼ぶことになるが、その際には必ず偽者がキスをしようとする。そこを本物の夫が制止してキスをし、最終的な正解が分かるというお約束事があった。番組の後期では、偽者がキスしようとした瞬間に、もう一方が本物であることを確信して歓声を上げる解答者も少なくなかった。
成績発表 ～ エンディング
答え合わせ終了後、4人（組）の解答者の成績を確認する。妻と夫の組み合わせが合っていると、番号とアルファベットの間に電球で線が表示され、間違っていると表示されない。各夫婦は妻が指名した解答者の成績に応じた賞金を獲得する。賞金は1組正解ごと1万円、パーフェクト10万円だが、「一発直感パーフェクト」（第一印象で推理した組み合わせで5組とも正解）なら20万円であった。
夫婦の席の前の名前パネルは通常白く点灯するが、妻が一発直感パーフェクトの解答者を指名して20万円を獲得すると赤く点灯した。
最後に偽者亭主が、自分が騙した（自分を解答の組み合わせに入れてしまった）解答者の数が表示される電光掲示板の側に立つ。偽者亭主は騙した解答者の数に1万円を乗じた賞金を獲得、4人（組）全員を騙せた場合には10万円獲得となる。1人（組）も騙せなかった場合は「手ぶらでお帰り」となるが、内容によっては1万円が贈られる場合や、指名がなかった解答者がお情けで偽者を解答する場合もあった。
エンディングでは、解答者によって特に印象に残った夫婦1組が選ばれ、敢闘賞として賞品が贈られた。

## 画期的演出
「新婚」で「素人」であるために、新妻が収録中に放送禁止用語（主に性的な言葉）を口走ることがたびたびあった。収録番組なので、本来なら編集でその場面を全てカットするが、この番組ではあえて放送禁止用語の部分だけをカットし、その上から歌（都はるみの「はるみの三度笠」、辺見マリの「経験」等）をかぶせて番組のテンポを保つことにした。「パペポよりも先に「ピー音」（正確には自主規制音）を演出に加えた番組」の先鞭となった。

## スタッフ
- プロデューサー：林宏樹、鵜川実
- ディレクター：広田明、濱星彦
- 構成：久世進、尾崎秀顕
- 音楽：キダ・タロー
- 制作著作：関西テレビ

## ネット局

### 同時ネット局
- 東海テレビ[1]
- 岡山放送1979年4月8日ネット開始[2][3]
- テレビ新広島1979年4月8日ネット開始(一週遅れ)、1981年4月5日から同時ネット[4][5]

### 遅れネット局
- 北海道文化放送 （土曜正午）
- 仙台放送
- 秋田テレビ（月曜16時）
- 山形テレビ（土曜昼）[6]
- 福島テレビ（土曜昼）
- 東京12ch
- フジテレビ（日曜13時）
- テレビ埼玉
- 千葉テレビ放送
  - 関東のネット遍歴の詳細は後述
- 新潟総合テレビ（金曜16時→土曜13時）[7]
- テレビ静岡（土曜昼）
- 三重テレビ（木曜22時）[8]
- 富山テレビ（土曜昼→日曜昼、月曜深夜に放送されていた時期あり。1985年3月31日を以て打ち切り[9]）
- 福井テレビ（土曜12時）[10]
- 山陰中央テレビ（木曜深夜）
- テレビ山口
- テレビ西日本（1988年3月まで土曜正午、4月以降深夜）
- サガテレビ（日曜15:00 終了後は、関西テレビでも後番組だった『紳助の人間マンダラ』の時差ネットに。『マンダラ』は1995年9月にネット打ち切り）
- テレビ長崎（平日昼間、曜日不明）
- テレビ熊本（日曜16時）
- 鹿児島テレビ（1980年4月から1980年9月まで土曜 12:30 - 13:30） →  南日本放送（1982年10月から1985年3月まで土曜13時） → 鹿児島テレビ（1985年4月から放送終了まで土曜13:00 - 14:00）[11]

### 関東地方での放送対応
関東地区では、一時期東京12チャンネル（現・テレビ東京）でしばらく放送されたあと、1980年10月5日から1981年3月15日までフジテレビで日曜13時台に遅れネットされていたが打ち切られ、その後関東での放送は独立UHF局のテレビ埼玉・千葉テレビに移行した。
これ以降、2018年4月に『おかべろ』のネットを開始するまでフジテレビにおいて関西テレビのローカル編成バラエティ番組がレギュラー番組としてネットされたことは、『さんまのまんま』を除けば存在しない。

## 備考
- 「カンピューター」という用語はこの番組から誕生したとされ、後に長嶋茂雄（当時巨人監督）の采配を「カンピューター野球」という形で表現する際に多用され、世間一般に広まることになる。
- テーマミュージックはキダ・タローが作曲した[13]。歌のあるものと、インストゥルメンタルの2パターン存在し、後者は主にオープニングの解答者紹介のBGM[14]やエンディングテーマとして使われた。前者はオープニングテーマとして、司会の上岡が解答者紹介後に「では参りましょう。花の新婚!カンピューター作戦!」とタイトルをコール[15]した際に流れていた。なお前者はエンディングでも流れていたが後奏が異なっていた。
  - 前者の出だし部分は、後に『ダウンタウンのごっつええ感じ』内のコント「サニーさん」のオープニングに使われた。サニーさんの続編である「新・一人ごっつ」内のコント「新婚さん聞きなっしゃい!」でもオープニングに同じ曲が使われた[16]。
  - 福岡県出身の森口博子は「クイズ!タモリの音楽は世界だ」に解答者として出演した回で、キダの特集コーナーが組まれた際（キダのアルバム「浪花のモーツァルト キダ・タローのすべて」発売時）、前者が流れた際に一緒に口ずさんでいた。
- 松村邦洋はこの番組のファンであり、上岡のものまねをする際には本番組出演時の上岡をモチーフにすることが多かった。1997年、関西テレビが本社を大阪市北区扇町に移転した際の記念番組『開局39年エエとこどり 生でクイズで大爆笑!』にて当番組に関する問題が出題される際、解答者として出演した松村（当番組の解答者も務めた藤本統紀子とコンビを組んでいた）が司会の一人だった上岡本人の前で披露した。
- 『週刊ヤングマガジン』で以前連載していた、1980年代の広島を舞台とした漫画『女神の鬼』（田中宏作）にて、登場人物がこの番組の放送を楽しみにしているという台詞があった。
- 放送600回の記念放送は「妊娠10ヶ月新妻大会」として放送されたが、この時は不測の事態に対応できるよう、あらかじめスタジオに産婦人科の医師をスタンバイさせて収録を行った。中には「予定日がきょう（収録日）」という新妻もいた。
- 大阪国際女子マラソン等のマラソン中継や日曜12時台にフジテレビ系列で全国ネットの番組（「名古屋国際女子マラソン」「FNSの日」「北海道マラソン」も該当）が組まれた場合は放送を休止していた。また、年末年始期間も、放送を休止する場合があった。
- 末期には、組み合わせを解答者全員が全て当てることが多かった。
- 最終回の解答者は、画面左側から着席順に、横山ノック・遥洋子・桂文珍・藤本統紀子であった。エンディングにおいては、全員が席を離れてスタジオ中央に集合し、上岡からインタビューを受け、それぞれの思い出や感想を述べた。